# Paraseiulus
Paraseiulus es un género de ácaros perteneciente a la familia Phytoseiidae.

## Especies
El género contiene las siguientes especies:
- Paraseiulus deogyuensis (Ryu & Ehara, 1990)
- Paraseiulus erevanicus Wainstein & Arutunjan, 1967
- Paraseiulus inobservatus Kolodochka, 1983
- Paraseiulus insignis Kolodochka, 1983
- Paraseiulus intermixtus Kolodochka, 1983
- Paraseiulus jirofticus Daneshvar, 1987
- Paraseiulus minutus Athias-Henriot, 1978
- Paraseiulus porosus Kolodochka, 1980
- Paraseiulus soleiger (Ribaga, 1904)
- Paraseiulus talbii (Athias-Henriot, 1960)
- Paraseiulus triporus (Chant & Yoshida-Shaul, 1982)
- Paraseiulus yugoslavicus (Mijuskovic & Tomasevic, 1975)